# Базилевич, Наталия Ивановна
Наталия Ивановна Базилевич (21 декабря 1909  [3 января 1910], Вильна — 15 декабря 1997, Москва) — советский и российский почвовед, геохимик и биогеограф, доктор сельскохозяйственных наук (1965), лауреат Премии имени В. Л. Комарова (1966), основоположница продукционной биогеографии.

## Биография
Родилась 21 декабря 1909 (3 января 1910) года в городе Вильна, Российская империя, в семье юриста и пианистки. После ноября 1917 года семья переехала в город Владикавказ.
В 1925 году получила среднее образование в промышленно-экономическом техникуме во Владикавказе.
В 1927 году окончила в Москве специальные курсы при Союзмосфильме, работала журналистом.
В 1932—1937 годах училась на Почвенно-географическом факультете МГУ, затем в аспирантуре у профессору В. В. Геммерлинга. В работе ей помогали и поддерживали Н. А. Качинский и И. Н. Антипов-Каратаев. Защита кандидатской диссертации по теме «Осолодение почв Окско-Донской низменности и Западной Сибири» была назначена на осень 1941 года, но была перенесена на 1943 год.
С 1944 года изучала засушливые районы юга Западной Сибири, работала в Почвенного института им. В. В. Докучаева АН СССР под руководством В. А. Ковды. Работала в многочисленных экспедициях (Чувашия, 1941—1943; Западная Сибирь; Туркмения, 1950; Алтайский край, 1954) проектировала лесные полосы, исследовала процессы осолодения, засоления, такырообразования, содонакопления.
В 1965 году защитила докторскую диссертацию и опубликовала монографию «Геохимия почв содового засоления».
А.А. Ляпунов, А.А. Титлянова и Н.И. Базилевич создали функциональные модели обменных процессов, связывающие в единую систему биотические и абиотические почвенные процессы. Они же создали балансовые модели круговорота веществ в природных и антропогенных экосистемах разных природных зон: тундры, болот, лугов, лесов, степей, пустынь.
Развивала нескольких направлений в почвоведении:
- почвообразование и почвенные процессы;
- геохимия и связь поверхностных грунтовых и почвенных вод с особенностями засоления почв;
- проблемы содового засоления;
- классификацию, картографирование и мелиорацию засолённых почв;
- биогеохимию (биологический круговорот химических элементов) и функционирование зональных экосистем
- эволюцию и динамику органического вещества в почвах;
- географию биогеохимические функции живого вещества в жизни экосистем и почв.

В 1978—1994 годах работала в Лаборатории биогеографии Института географии АН СССР / РАН, где обобщала и анализировала обширный материал по продуктивности экосистем СССР и Мира, составляла карты биопродуктивности. С середины 1980-х годов, несмотря на плохое зрение, продолжала активно работать над сводкой «Биологическая продуктивность экосистем северной Евразии» (1993). Её работу активно поддержал заведующий лабораторией Р. И. Злотин, организовав ей помощь со стороны сотрудников лаборатории. В работе ей помогали Г. Е. Вильчек, Н. Г. Царевская, А. Н. Гудына, А. А. Тишков и другие сотрудники.
Скончалась 15 декабря в 1997 года в Москве. Похоронена на кладбище «Ракитки» (уч. 17).

## Награды и премии
- 1966 — Премия имени В. Л. Комарова, совместно с Леонидом Ефимовичем Родиным, за монографию «Динамика органического вещества и биологический круговорот в основных типах растительности» (1965).
- 1973 — Премия имени академика В. Р. Вильямса, за статьи «Продуктивность и круговорот элементов в естественных и культурных фитоценозах»; «Биогеохимия главнейших типов растительности Земли»; «Географические аспекты изучения биологической активности» и другие[8].